# King of America
| 전문가 평가                   | 전문가 평가 |
| 평가 점수                     | 평가 점수   |
| 출처                          | 점수        |
| ----------------------------- | ----------- |
| AllMusic                      | [ 3 ]       |
| Blender                       | [ 4 ]       |
| Chicago Tribune               | [ 5 ]       |
| Christgau's Record Guide      | A−          |
| Encyclopedia of Popular Music | [ 7 ]       |
| Entertainment Weekly          | A           |
| Pitchfork                     | 8.7/10      |
| Q                             | [ 10 ]      |
| Rolling Stone                 | [ 11 ]      |
| The Rolling Stone Album Guide | [ 12 ]      |
| Spin                          | [ 13 ]      |
| Uncut                         | [ 14 ]      |

《King of America》는 영국의 록 가수이자 작곡가인 엘비스 코스텔로의 열 번째 스튜디오 음반으로, 영국과 유럽에서는 "The Costello Show featuring the Attractions and Confederates"로, 북미에서는 "The Costello Show featuring Elvis Costello"로 불린다. 1986년 2월 21일에 발매된 이 음반은 영국 음반 차트에서 11위, 빌보드 200에서 39위로 정점을 찍었다. 《빌리지 보이스》의 연례 패즈 & 잡 비평가 투표에서, 《King of America》는 2위로 마쳤고, 《롤링 스톤》의 올해의 상위 20개 음반 중 하나로 선정되기도 했다.
영국에서는 F-비트 ZL 70946으로, 미국에서는 컬럼비아 JC40173으로 발매된 일부 곡들은 컨트리 음악 느낌을 가지고 있는데, 이는 미국에 대한 코스텔로의 관심을 반영한 것이며, 〈American Without Tears〉는 미국의 아일랜드 이민자들의 경험을 다루고 있으며 〈Little Pales〉는 코스텔로의 노동자 계급의 뿌리를 언급하고 있다.

## 배경
1984년 말부터 1985년 초까지 코스텔로는 음악가 T 본 버넷과 함께 공연을 했다. . 1985년 초 코스텔로와 버넷은 함께 싱글 〈The People's Limon〉('코워드 브라더스'로 인정됨)을 녹음했고, 코스텔로의 신곡에 적절한 백킹 뮤지션을 상상하는 모험을 했다. 그들은 로스앤젤레스의 오션 웨이와 선셋 사운드 스튜디오에서 시간을 예약했고, 1970년대 엘비스 프레슬리를 후원했던 TCB 밴드의 멤버들을 모았다(코스텔로는 그램 파슨스와 에밀루 해리스의 음반 작업에 더 익숙했다). 다른 세션에는 재즈 베이시스트 레이 브라운과 뉴올리언스의 드러머 얼 파머 그리고 톰 워크, 미키 커리, 프로듀서 미첼 프룸이 참여한 '컨페더럿스'라고 불리는 음악가 그룹이 포함되었다. 코스텔로의 평소 후원하는 음악가들은 〈Suit of Lights〉라는 한 트랙에만 출연하지만, 그의 다음 음반인 《Blood & Chocolate》로 완전한 음반으로 돌아왔다.
음반 크레딧에서 코스텔로는 디클랜 맥매너스라는 이름, 엘비스 코스텔로라는 예명, 그리고 프로듀서 닉 로우가 그의 경력 초기에 붙인 별명인 콘크리트의 작은 손이라는 세 가지 다른 필명을 사용하는데, 이는 녹음 세션 중에 기타 줄을 습관적으로 끊는 것을 지칭하는 것이다.
1964년 니나 시몬이 처음 녹음한 곡인 〈Don't Let Me Be Misunderstood〉의 버전은 싱글로 발매되어 영국 싱글 차트 33위에 정점을 찍었다. 그러나 미국에서만 발매된 후속 싱글 〈Lovable〉과 마찬가지로 빌보드 핫 100을 놓쳤다. 버넷과 코스텔로가 코워드 브라더스로 부른 싱글은 어느 나라에서도 차트에 오르지 못했다. 1986년에 발매되지는 않았지만, 2005년에 싱글로 발매되었다.

## 곡 목록
모든 곡들은 특별한 언급이 없는 한 엘비스 코스텔로에 의해 작사/작곡하였다.
| #  | 제목                              | 작사·작곡                             | 재생 시간 |
| -- | --------------------------------- | ------------------------------------- | --------- |
| 1. | 〈Brilliant Mistake〉             |                                       | 3:45      |
| 2. | 〈Lovable〉                       | 코스텔로, 케이트 오리어단             | 2:53      |
| 3. | 〈Our Little Angel〉              |                                       | 4:06      |
| 4. | 〈Don't Let Me Be Misunderstood〉 | 베니 벤저민, 솔 마커스, 호레이스 오트 | 3:22      |
| 5. | 〈Glitter Gulch〉                 |                                       | 3:17      |
| 6. | 〈Indoor Fireworks〉              |                                       | 4:10      |
| 7. | 〈Little Palaces〉                |                                       | 3:49      |
| 8. | 〈I'll Wear It Proudly〉          |                                       | 4:25      |

| #  | 제목                       | 작사·작곡      | 재생 시간 |
| -- | -------------------------- | -------------- | --------- |
| 1. | 〈American Without Tears〉 |                | 4:34      |
| 2. | 〈Eisenhower Blues〉       | J. B. 르누아르 | 3:46      |
| 3. | 〈Poisoned Rose〉          |                | 4:07      |
| 4. | 〈The Big Light〉          |                | 2:33      |
| 5. | 〈Jack of All Parades〉    |                | 5:18      |
| 6. | 〈Suit of Lights〉         |                | 4:06      |
| 7. | 〈Sleep of the Just〉      |                | 3:51      |